# 埃尔达尔·库尔塔尼泽
埃尔达尔·库尔塔尼泽（1972年4月16日—），格鲁吉亚男子摔跤运动员。他曾代表格鲁吉亚参加1996年、2000年和2004年夏季奥林匹克运动会摔跤比赛，获得二枚铜牌。